# 正親町三条公秀
正親町三条 公秀（おおぎまちさんじょう きんひで、旧字体：正親町三條 公󠄁秀）は、鎌倉時代後期の公卿。正二位内大臣。正親町、または八条と号す。父は権大納言正親町三条実躬、母は僧聖海の娘。
崇光天皇と後光厳天皇は孫（秀子の子）にあたり、正親町三条家を継いだ実継の子孫にも大正天皇がいるなど、以後、正親町三条家は皇室と深い関わりを持つことになる。

## 大臣家の家格となる
娘の秀子が光厳院に嫁して崇光天皇と後光厳天皇の生母となり、外戚処遇により正親町三条家で初めて内大臣に任ぜられた。公秀以降、それまで極官が権大納言であった三条家の一庶流としての家格から大臣家として扱われるようになる。

## 経歴
以下、『公卿補任』と『尊卑分脈』の内容に従って記述する。
- 弘安9年（1286年）1月5日、叙爵。
- 正応2年（1288年）2月5日、和泉守に任ぜられる。同年3月8日、従五位上に昇叙。
- 正応3年（1289年）1月5日、正五位下に昇叙。
- 永仁2年（1294年）1月6日、従四位下に昇叙。同年8月5日、従四位上に昇叙。
- 永仁6年（1298年）3月24日、右少将に任ぜられる。同年7月13日、正四位下に昇叙。同月23日、新帝の昇殿を許される。8月10日には春宮の昇殿を許される。
- 正安3年（1301年）1月21日、新帝の昇殿を許される。8月24日には春宮の昇殿を許される。
- 嘉元元年（1303年）3月30日、右中将に昇進。
- 嘉元3年（1305年）11月16日、蔵人頭に補される。
- 徳治2年（1307年）4月3日、参議に任ぜられる。右中将は元の如し。
- 延慶元年（1308年）9月20日、従三位に叙される。
- 延慶2年（1309年）3月23日、備前権守を兼ねる。10月15日には権中納言に任ぜられる。
- 延慶3年（1310年）1月5日、正三位に昇叙。
- 延慶4年（1311年）4月15日、従二位に昇叙。
- 正和3年（1314年）1月2日、正二位に昇叙。
- 正和4年（1315年）2月21日、権中納言を辞退するが、4月17日、権中納言に還任[1]。
- 元応元年（1319年）8月5日、中納言に転正。
- 元応3年（1321年）7月26日、権大納言に任ぜられる。
- 元亨2年（1322年）1月26日、権大納言を辞退。
- 正慶元年／元弘2年（1332年）10月15日、按察使に任ぜられる。
- 正慶2年／元弘3年（1333年）5月17日、按察使を辞した。
- 延元元年／建武3年（1336年）11月25日、大宰権帥に任ぜられる。
- 文和元年（1352年）11月27日、内大臣に任ぜられる[2]。
- 文和2年（1353年）7月2日、出家して内大臣を辞した。法名は禅定。
- 貞治2年（1363年）8月2日、薨去。

## 系譜
- 父：正親町三条実躬（1264-?）
- 母：僧聖海の娘
- 妻：従三位非参議藤原家相の娘
  - 男子：正親町三条実継?（1313-1388）
  - 次男：正親町三条実音（1319-1386）
- 生母不明の子女
  - 男子：正親町三条実数
  - 女子：正親町三条秀子（1311-1353） - 陽禄門院。光厳天皇の典侍
  - 女子：四辻実郷室 - 四辻季顕の母
  - 男子：融観
  - 男子：了空